# Palazzo Carignani di Novoli
Il Palazzo Carignani di Novoli è un edificio di valore storico e architettonico di Napoli, situato in via Solitaria.
Il palazzo venne certamente costruito nella seconda metà del XVI secolo. Nel 1579 apparteneva al nobile spagnolo Gio. Ruiz de Macheda che successivamente lo diede in dote alla figlia Vittoria che si sposò con il cavaliere Francisco Morales. Nel 1612 il di loro figlio, Alonso Morales de Macheda, vendette il palazzo con il giardino a tal De Marino. Nei decenni successivi si verificarono ulteriori cambi di proprietà, cosa testimoniata dalla Relazione censuaria dei suoli della Collina di Pizzofalcone pubblicata da Antonio Galluccio nel 1689. Infatti all'epoca il palazzo con il giardino era del Monastero di San Luigi di Palazzo. Nuove notizie ci pervengono dalla metà del secolo seguente, quando, appena acquistato dal primo duca di Novoli, Francesco Carignani (1692-1767), venne sottoposto a un radicale rinnovamento (di cui abbiamo attestazione tramite una serie di documenti di pagamento del 1752-1753) che fruttò il pregevole portale d'ingresso in piperno, sormontato dallo stemma familiare, e la scala di rappresentanza (il cui disegno è attribuito da qualcuno al Vanvitelli, senza che ci sia una qualsiasi attestazione documentaria che supporti tale ipotesi). Nella Mappa del Duca di Noja del 1775 il palazzo si mostra con il cortile  aperto sul giardino triangolare che costeggia il vicino Largo della Croce (oggi Piazzetta Salazar). Ulteriori e definitivi cambiamenti si ebbero dopo il 1815 con la creazione della Basilica di San Francesco di Paola e del suo colonnato. Per compensare il dislivello tra la nuova piazza e il Largo della Croce si decise di costruire le Rampe della Paggeria con la conseguente espropriazione di gran parte del giardino del palazzo. Infine, attraverso la visione di immagini tardo-ottocentesche della piazza, possiamo notare come esso abbia avuto (probabilmente nel primo quarto del '900) la sopraelevazione di un piano.
Il palazzo è attualmente un condominio privato, totalmente vincolato dalla Sovrintendenza di Napoli.